# 鎌田三之助

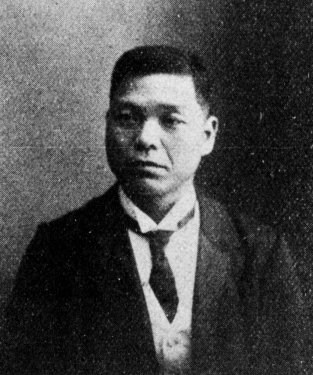
鎌田三之助

鎌田三之助翁尊像（宮城県大崎市立鹿島台小学校）

鎌田 三之助（かまた さんのすけ、1863年3月2日（文久3年1月13日） - 1950年（昭和25年）5月3日）は、日本の公共事業家、政治家。衆議院議員、宮城県鹿島台村（現在の大崎市の一部）村長。品井沼干拓事業に打ち込み「わらじ村長」の名で知られた。

## 経歴
1863年（文久3年）陸奥国志田郡木間塚村竹谷（現在の宮城県大崎市）に鎌田三治の次男として生まれる。生家の鎌田家は、仙台藩士の流れを汲む家で鳴瀬川に沿った大地主の家柄であり、祖父玄光、父三治とも地元の治水事業に生涯を傾けた。1878年（明治11年）政治家を志し上京し、漢学塾や明治法律学校で学ぶ。郷里に戻り農業に従事しながら木間塚に青年教育の場として大成館を設立し夜学で教える。
1894年（明治27年）志田郡会議員を経て、32歳で宮城県会議員に当選する。1902年（明治35年）第7回衆議院議員総選挙に立候補し当選、2期務める。その後、移民事業を起こし1906年（明治39年）メキシコに渡るが、品井沼排水工事をめぐり工事推進派と中止派に住民を二分する対立が起きたため事態収拾のため帰国を余儀なくされた。
1909年（明治42年）鹿島台村長に就任し、10期38年に及び村長職にあって品井沼干拓事業に尽力した。村長としては、村財政の建て直しにも努力し、村長在任中、無報酬（旅費を含む）を一貫して通した。粗末な身なりでわらじを履いて村内を巡回したため、村民から「わらじ村長」と呼ばれ親しまれた。戦後の1946年（昭和21年）公職追放となり、村長を辞任する。
1950年（昭和25年）5月3日死去。87歳。大崎市鹿島台町には、鎌田の事跡を記念して、鎌田記念ホールが建設され、ホール内には記念展示室が設けられている。また、1952年（昭和27年）4月3日、宮城県志田郡鹿島台町立鹿島台小学校（現・大崎市立鹿島台小学校）に鎌田三之助翁尊像が建立された。この銅像は2000年（平成12年）3月31日に大崎市の有形文化財（歴史資料）に指定されている。